# Euzonitis
Euzonitis là một chi bọ cánh cứng trong họ Meloidae.
Chi này được miêu tả khoa học năm 1893 bởi Semenov.

## Các loài
Các loài trong chi này gồm:
- Euzonitis adustipennis (Motschulsky, 1872)
- Euzonitis ahngeriana (Semenov, 1896)
- Euzonitis alfierii (Pic, 1929)
- Euzonitis fulvipennis (Fabricius, 1792)
- Euzonitis haroldi (Heyden, 1870)
- Euzonitis maculiceps Reitter, 1897
- Euzonitis mzchetica (Sumakov, 1929)
- Euzonitis paulinae (Mulsant & Rey, 1858)
- Euzonitis quadrimaculata (Pallas, 1782)
- Euzonitis rubida (Ménétriés, 1832)
- Euzonitis sexmaculata (A. G. Olivier, 1789)
- Euzonitis sogdiana (Semenov, 1893)
- Euzonitis spectabilis (Kraatz, 1881)
- Euzonitis terminata (Abeille de Perrin, 1880)
- Euzonitis unimaculata Pic, 1933
- Euzonitis varentzowi (Semenov, 1894)